# 劉廷範
劉廷範（1493年—？年），字汝顏，號弦齋，江西撫州府臨川縣人，明朝政治人物。

## 生平
嘉靖十一年（1532年）壬辰科進士。官至广东佥事。

## 家族
曾祖劉景昻，祖劉夢龍，父劉俸，母甘氏。